# Gran dodecaedro truncado
En geometría, el gran dodecaedro truncado es un poliedro uniforme estrellado, indexado como U37. Tiene 24 caras (12 pentagramas y 12 decágonos), 90 aristas y 60 vértices. Le corresponde el símbolo de Schläfli t{5,5/2}.

## Poliedros relacionados
Comparte su disposición de vértices con otros tres poliedros uniformes: el gran rombicosidodecaedro no convexo, el gran dodecicosidodecaedro y el gran rombidodecaedro; y con los compuestos uniformes de 6 o de 12 prismas pentagonales.
| Gran rombicosidodecaedro no convexo | Gran dodecicosidodecaedro              | Gran rombidodecaedro                   |
| Gran dodecaedro truncado            | Compuesto de seis prismas pentagonales | Compuesto de doce prismas pentagonales |

Este poliedro es el truncamiento del gran dodecaedro:
El pequeño dodecaedro estrellado truncado parece superficialmente un dodecaedro, pero posee 24 caras, 12 pentágonos generados a partir de los vértices truncados y otras 12 superpuestas (con forma de pentagramas truncados).
| Nombre                     | Pequeño dodecaedro estrellado | Pequeño dodecaedro estrellado truncado | Dodecadodecaedro | Gran dodecaedro truncado | Gran dodecaedro |
| -------------------------- | ----------------------------- | -------------------------------------- | ---------------- | ------------------------ | --------------- |
| Diagrama de Coxeter-Dynkin |                               |                                        |                  |                          |                 |
| Imagen                     |                               |                                        |                  |                          |                 |

### Pequeño dodecaedro pentaquisestrellado

Secuencia de truncamiento animada desde {5/2, 5} hasta {5, 5/2}

El pequeño dodecaedro pentaquisestrellado (o pequeño dodecaedro pentaquisastro) es un poliedro no convexo isoedral. Es el dual del gran dodecaedro truncado, y posee 60 caras triangulares que se cruzan entre sí.